# Narancsmellű mézevő
A narancsmellű mézevő (Myzomela jugularis) a madarak osztályának verébalakúak (Passeriformes) rendjébe és a mézevőfélék (Meliphagidae) családjába tartozó faj.
A magyar név forrással nincs megerősítve, lehet, hogy az egyik angol névvariáns tükörfordítása (Orange-breasted Myzomela).

## Előfordulása
A Fidzsi-szigetek területén honos, a nedves trópusi erdőkben és a szubtrópusi vagy trópusi mangróve erdőkben.

## Megjelenése
Átlagos testhossza 10 centiméter. Feje teteje piros. Arca és háta fekete, hasa világos sárga, mely a torok fele sötétedik.
|  |

## Szaporodása
Fészekalja 2 tojásból áll, melyet 14 napig költ.

## Külső hivatkozások
- Képek az interneten a fajról
- Internet Bird Collection - videók a fajról